# Kreis Kemecse
Der Kreis Kemecse (ungarisch Kemecsei járás) ist ein Binnenkreis innerhalb des nordostungarischen Komitats Szabolcs-Szatmár-Bereg. Er grenzt im Westen an den Kreis Ibrány, im Norden und Osten an den Kreis Kisvárda, im Südosten an den Kreis Baktalórántháza und im Süden an den Kreis Nyíregyháza.

## Geschichte
Der Kreis ging zur ungarischen Verwaltungsreform Anfang 2013 aus 9 der 17 Gemeinden des Vorgängers, dem Kleingebiet Ibrány-Nagyhalász (ungarisch Ibrány-Nagyhalászi kistérség), hervor. Zwei weitere Gemeinden kamen vom südöstlich gelegenen Nachbarn Baktalórántháza.

## Gemeindeübersicht
Der Kreis Kemecse hat eine durchschnittliche Gemeindegröße von 1.986 Einwohnern auf einer Fläche von 22,40 Quadratkilometern. Die Bevölkerungsdichte des mittleren Kreises liegt knapp unter dem Komitatswert (95 Einwohner/km²). Der Verwaltungssitz befindet sich in der größten Stadt, Kemecse, im Südwesten des Kreises gelegen.
| Gemeinde      | Status   | Herkunft Kleingebiet | Einwohnerzahl | Einwohnerzahl | Einwohnerzahl | Fläche (km²) | Bevölkerungs- dichte (Ew./km²) |
| Gemeinde      | Status   | Herkunft Kleingebiet | 01.10.2011    | 01.01.2013    | 01.01.2016    | 01.01.2016   | Bevölkerungs- dichte (Ew./km²) |
| ------------- | -------- | -------------------- | ------------- | ------------- | ------------- | ------------ | ------------------------------ |
| Berkesz       | Gemeinde | Baktalórántháza      | 864           | 855           | 854           | 13,18        | 64,8                           |
| Beszterec     | Gemeinde | Ibrány-Nagyhalász    | 1.075         | 1.086         | 1.042         | 11,59        | 89,9                           |
| Demecser      | Stadt    | Ibrány-Nagyhalász    | 4.246         | 4.284         | 4.173         | 36,99        | 112,8                          |
| Gégény        | Gemeinde | Ibrány-Nagyhalász    | 1.951         | 1.975         | 1.934         | 23,44        | 82,5                           |
| Kék           | Gemeinde | Ibrány-Nagyhalász    | 1.968         | 1.966         | 1.928         | 21,99        | 87,7                           |
| Kemecse       | Stadt    | Ibrány-Nagyhalász    | 4.744         | 4.792         | 4.811         | 38,94        | 123,5                          |
| Nyírbogdány   | Gemeinde | Ibrány-Nagyhalász    | 2.870         | 2.861         | 2.810         | 35,03        | 80,2                           |
| Nyírtét       | Gemeinde | Baktalórántháza      | 1.056         | 1.088         | 1.021         | 17,17        | 59,5                           |
| Székely       | Gemeinde | Ibrány-Nagyhalász    | 1.066         | 1.046         | 1.033         | 16,08        | 64,2                           |
| Tiszarád      | Gemeinde | Ibrány-Nagyhalász    | 555           | 568           | 551           | 9,23         | 59,7                           |
| Vasmegyer     | Gemeinde | Ibrány-Nagyhalász    | 1.671         | 1.664         | 1.684         | 22,72        | 74,1                           |
| Kreis Kemecse |          |                      | 22.066        | 22.185        | 21.841        | 246,36       | 88,7                           |